# Dendrophthora avenia
Dendrophthora avenia är en sandelträdsväxtart som först beskrevs av William Trelease, och fick sitt nu gällande namn av J. Kuijt. Dendrophthora avenia ingår i släktet Dendrophthora och familjen sandelträdsväxter. Inga underarter finns listade i Catalogue of Life.